# Більябін
Більябін (перс. بيليابين) — село в Ірані, у дегестані Кухестані-є-Талеш, у Центральному бахші, шагрестані Талеш остану Ґілян. За даними перепису 2006 року, його населення становило 236 осіб, що проживали у складі 55 сімей.

## Клімат
Середня річна температура становить 10,27 °C, середня максимальна – 24,87 °C, а середня мінімальна – -5,01 °C. Середня річна кількість опадів – 454 мм.
| Клімат поселення                              | Клімат поселення | Клімат поселення | Клімат поселення | Клімат поселення | Клімат поселення | Клімат поселення | Клімат поселення | Клімат поселення | Клімат поселення | Клімат поселення | Клімат поселення | Клімат поселення | Клімат поселення |
| Показник                                      | Січ.             | Лют.             | Бер.             | Квіт.            | Трав.            | Черв.            | Лип.             | Серп.            | Вер.             | Жовт.            | Лист.            | Груд.            |                  |
| Середній максимум, °C                         | 6,83             | 6,31             | 8,49             | 13,87            | 18,89            | 23,09            | 24,87            | 24,52            | 20,29            | 17,23            | 10,88            | 7,19             |                  |
| Середня температура, °C                       | 1,17             | 0,65             | 2,82             | 8,21             | 13,23            | 17,43            | 20,66            | 20,31            | 16,08            | 13,01            | 6,66             | 2,98             |                  |
| Середній мінімум, °C                          | −4,48            | −5,01            | −2,83            | 2,55             | 7,56             | 11,78            | 16,45            | 16,12            | 11,87            | 8,80             | 2,48             | −1,22            |                  |
| Норма опадів, мм                              | 34               | 33               | 52               | 54               | 51               | 25               | 14               | 17               | 35               | 58               | 43               | 38               |                  |
| Середньомісячна швидкість вітру, м/с          | 2.16             | 2.54             | 2.56             | 2.68             | 2.23             | 2.06             | 2.33             | 2.22             | 1.90             | 2.03             | 2.28             | 2.07             |                  |
| Середньомісячна сонячна радіація, кДж/м²·день | 7080             | 9629             | 11875            | 16042            | 19685            | 22460            | 23191            | 19720            | 16467            | 11513            | 8559             | 6664             |                  |
| --------------------------------------------- | ---------------- | ---------------- | ---------------- | ---------------- | ---------------- | ---------------- | ---------------- | ---------------- | ---------------- | ---------------- | ---------------- | ---------------- | ---------------- |
| Джерело:                                      |                  |                  |                  |                  |                  |                  |                  |                  |                  |                  |                  |                  |                  |